# Prunus cercocarpifolia
Prunus cercocarpifolia là loài thực vật có hoa trong họ Hoa hồng. Loài này được Villarreal miêu tả khoa học đầu tiên năm 1989.